# Mesteacăn
Mesteacănul e numele copacilor din genul Betula, în familia Betulacee, înrudit cu familia fagului/stejarului, Fagaceae. Aceștia sunt în general copaci sau arbuști de talie mică spre medie, cu o coajă albă caracteristică, care cresc mai ales în clima temperată nordică.
Frunzele sunt simple, și pot fi dințate sau lobate. Fructul este o samară, cu toate că aripile acesteia pot lipsi, la anume specii. Diferența între mesteacăn și anin (genul Alnus) este că amenții (mâțișorii) femeli nu sunt lemnoși și la maturitate cad și lasă loc semințelor, spre deosebire de mâțișorii de anin, lemnoși și în formă de con.
Denumirea mesteacănului vine din latinul mastichinus. Denumirea științifică a genului, Betula, este tot din limba Latină. Mesteacănul reprezintă sursa de hrană pentru un număr mare de larve ale genului Lepidoptera.
Mesteacănul este considerat copac național în Rusia, unde este celebrat în reprezentarea unei zeițe, și serbat în timpul Săptămânii Verzi de la începutul lui Iunie.

## Descriere
Coaja tuturor soiurilor de mesteacăn prezintă aceeași caracteristică: este marcată de dungi fine, orizontale, iar coaja este subțire, de consistența unei hârtii fine, și se rupe în fâșii în mod natural.
Coaja conține multe rășini și are un pigment care dă numele diverselor soiuri de mesteacăn: roșu, alb, negru și galben.
Mugurii apar primăvara devreme și cresc până la începutul verii. Toți mugurii frunzelor cresc lateral; nu există mugure terminal. Lemnul tuturor speciilor de mesteacăn este fin, cu granulație mică, cu textură mătăsoasă și care poate fi șlefuit fin. Ca lemn de ars, valoarea sa este dintre cele mai bune.
Frunzele variază de la un soi la altul, dar puțin. Acestea sunt alternante, dințate, cu vinișoare ca o pană, cu codiță. Apar în perechi, dar nodul de inserție al pețiolului frunzelor formează mici tulpinițe laterale, care se vor transforma în crengi.

## Flori și fructe
Florile sunt monoice (flori femele și flori mascule, separat), deschizându-se în același timp sau cu puțin timp înainte de apariția frunzelor, și sunt formate din grupe de câte trei flori femele, amenți (mâțișori), prinse la baza mâțișorilor masculi. Amenții purtători de stamine pot atârna sau nu. Aceștia sunt localizați la baza ultimelor frunze de anul trecut sau la baza tulpinițelor formate anul trecut. Se formează în toamnă și stau peste iarnă, acoperiți de o coajă fină dar rezistentă. Solzii amenților, la maturitate, sunt ovali, rotunjiți la capăt; către mijloc sunt galbeni sau oranj, iar la capăt maro închis
Fiecare solz prezintă două bractee și trei flori sterile, fiecare floare fiind alcătuită dintr-un caliciu sesil, membranos, cu doi lobi. Fiecare caliciu are patru filamente scurte cu câte o celulă a samarei sau două filamente, care se vor transforma în cele două aripioare ale fructului. Pistilul poate atârna sau fi erect, solitar, prins de tulpinițele apărute în anul precedent. Solzii pistilului sunt alungiți, cu trei lobi, de culoare verde stins sau puțin roșietici, fiecare floare devenind maro la maturitate. Acești solzi poartă două sau trei flori fertile, fiecare floare fiind alcătuită dintr-un ovar. Ovarul este plat, bicameral și are două terminații; ovulul este solitar.
Amenții pistilului, fertilizați, se numesc strobil și sunt alcătuiți din două mici semințe cu aripi, îmbrăcate într-o coajă de protecție de culoare maro și cu consistență aproape lemnoasă. Semințele cresc în interior. Cotiledoanele sunt plate și cărnoase. Toate speciile cresc ușor din semințe.

## Specii
Speciile de mesteceni din America de Nord sunt: 
- Betula alleghaniensis – mesteacănul galben (B. lutea)
- Betula cordifolia – mesteacănul de hârtie
- Betula glandulosa – mesteacănul pitic american
- Betula lenta – mesteacăn dulce, mesteacăn de cireșe sau mesteacăn negru 
  - Betula lenta subsp. uber – mesteacănul de Virginia cu frunză rotundă – endemic în zona Cressy Creek, Smyth Country, Virginia)
- Betula michauxii – mesteacănul pitic de Newfoundland
- Betula nana – mesteacănul pitic (se regăsește și în Europa și Asia)
- Betula neoalaskana – mesteacănul de Alaska sau de Yukon
- Betula nigra – mesteacăn de râu sau mesteacănul negru (foarte folosit în fixarea solurilor nisipoase)
- Betula occidentalis – mesteacănul de apă sau mesteacănul roșu
- Betula papyrifera – mesteacănul de hârtie, mesteacănul de canoe sau mesteacănul alb american
- Betula populifolia – mesteacănul gri
- Betula pumila – mesteacănul de mlaștină

Speciile de mesteceni din Europa și Asia sunt: 
- Betula albosinensis – mesteacănul alb chinezesc 
  - Betula albosinensis var. septentrionalis - mesteacănul alb din nordul Chinei
- Betula alnoides – mesteacănul cu frunză de anin
- Betula austrosinensis – mesteacănul din Sudul Chinei
- Betula chinensis – mesteacănul pitic chinezesc
- Betula ermanii – mesteacănul Ermann
- Betula grossa - mesteacănul japonez
- Betula jacquemontii (Betula utilis subsp. jacquemontii) – mesteacănul de Himalaya cu coaja albă
- Betula mandschurica – mesteacănul din Manchuria 
  - Betula mandschurica var. japonica – mesteacănul japonez
- Betula maximowiczii – mesteacănul Monarch
- Betula medwediewii – mesteacănul din Caucaz
- Betula nana – mesteacănul pitic
- Betula pendula, sin.: Betula verrucosa Ehrh. – mesteacănul argintiu 
  - Betula platyphylla (Betula pendula var. platyphylla) – mesteacănul argintiu din Siberia
- Betula pubescens – mesteacănul Downy, mesteacănul alb European (crește și în nordul Asiei) 
  - Betula pubescens subsp. tortuosa – mesteacănul Arctic alb (Eurasia, Groenlanda)
- Betula szechuanica (Betula pendula var. szechuanica) – mesteacănul din Sichuan
- Betula utilis – mesteacănul de Himalaya

Notă: în multe texte de specialitate se întâlnește confuzia între B. pendula și B. pubescens, cu toate că sunt soiuri distincte, cu număr diferiți de cromozomi.

## Întrebuințare

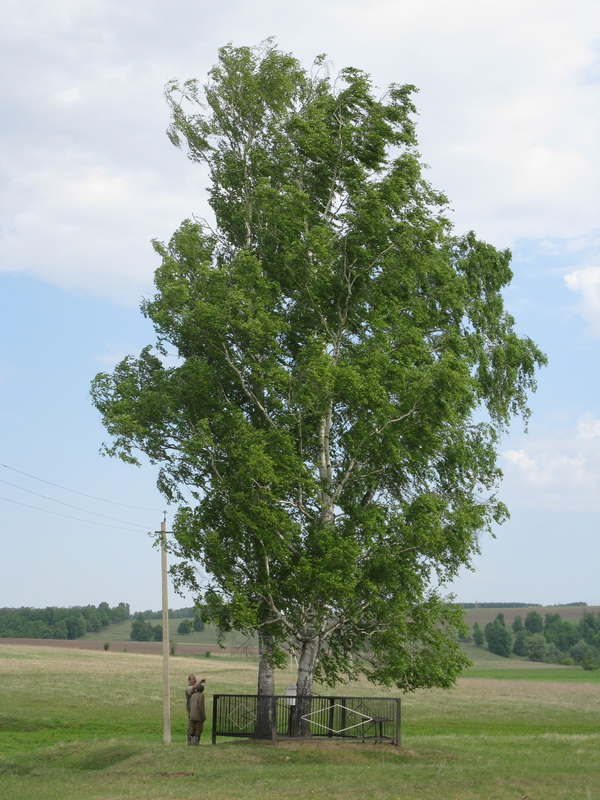

Mestecenii sunt copaci multilaterali. Sucul, coaja, frunzele, lemnul, crenguțele și rădăcina sunt folosite pentru materiale de construcție, tobe, tratamente medicale naturiste, uleiuri și alte aplicații practice.
Deoarece lemnul de mesteacăn are fibre scurte, această esență este folosită în industria hârtiei. În India, cojile subțiri și albe care pot fi colectate iarna, sunt folosite ca suport de scris care se păstrează foarte bine în timp. Denumirea hârtiei este Bhoorj Patra. Bhoorj este denumirea în sanscrită a mesteacănului, iar Patra înseamnă hârtie.
În nordul Europei mesteacănul este considerat unul din cei mai importanți alergeni din zonă, datorită polenului său, estimarea fiind că 15- 20% din persoanele care suferă de alergie la fân poate să răspundă și la granulele de polen ale mesteacănului.
Extractul de mesteacăn este folosit pentru aromă sau ca ulei în industria marochinăriei, iar în industria cosmeticelor la producerea săpunului și a șamponului. În trecut, uleiurile de rășinoase (pin) din comerț aveau ca bază uleiul de mesteacăn dulce. La scară comercială, gudronul de mesteacăn sau uleiul rusesc, extrase care conțin coajă de mesteacăn, au fost folosite ca lubrifiant și în industria farmaceutică. Mesteacănul argintiu (Betula pendulata) este copacul național al Finlandei. Crenguțele de mesteacăn argintiu, proaspete și aromate, sunt folosite în saune, pentru a face masaj pe piele. Crenguțele se numesc vihta sau vasta, și au un efect foarte relaxant pentru mușchi.
Ceaiul de frunze de mesteacăn are efect diuretic, și este foarte folosit în industria cosmeticelor, la pigmenți și șampoane. 
Crengile uscate de mesteacăn, prinse într-o legătură groasă, au fost folosite ca formă de admonestare corporală. (vezi Birching ).
Amerindienii prețuiau foarte mult mesteacănul pentru coaja sa, ușoară, flexibilă și care putea fi ușor recoltată. Lemnul era foarte folosit în construcția canoelor, a vaselor de bucătărie și a corturilor tepee cu formă specifică.
Ca lemn de foc, este foarte prețuit datorită indicelui calorific mare per unitate de greutate și volum. Coaja fibroasă este folosită pentru a porni focul. Coaja arde foarte bine, chiar și udă, din pricina uleiurilor conținute. Sub formă de fâșii foarte fine, coaja se poate aprinde și de la câteva scântei. 
Mestecenii au importanță spirituală în multe religii.
Lemnul de mesteacăn este folosit și la tobe. Sunetul produs de tobele cu mesteacăn este foarte puternic pe frecvențele înalte și joase, și este ideal pentru înregistrările în studio.

### Alimentație
În Belarus, Rusia, Statele Baltice, Finlanda, nordul Chinei, seva mesteacănului este considerată băutură răcoritoare, având calități tonice. Seva este apoasă, verzuie și are un gust dulceag. Este comercializată la scară industrială. Seva de mesteacăn este folosită în aromatizarea cvasului, băutură alcoolizată din cereale. Sucul de mesteacăn natural se regăsește și în băuturi ca sirop de mesteacăn / arțar, oțet de mesteacăn, bere, diverse băuturi răcoritoare, etc. Spre deosebire de siropul de arțar, siropul de mesteacăn este foarte dificil de produs, fiind foarte costisitor. Siropul de mesteacăn este produs îndeosebi în Alaska și în Rusia.
Xylitolul – îndulcitor artificial din zaharide hidrogenate - poate fi extras din sucul de mesteacăn. Xyilitolul este folosit în industria alimentară, întrucât previne și în unele cazuri tratează caria dentară.

### Folosire medicinală
Ciuperca Chaga  Arhivat în 29 iunie 2007, la Wayback Machine. crește pe trunchiurile copacilor din familia Betulacee, în special pe mesteacănul alb. Ciuperca, provenind mai ales din Siberia, este foarte folosită în Asia ca leac împotriva cancerului, datorită constituenților extrași din coaja de mesteacăn.
Coaja este bogată în betulină și acid betulinic, folosit pe scară largă în industria farmaceutică.
Coaja de mesteacăn, ruptă în fâșii și înmuiată în apă fierbinte, poate fi folosită pentru imobilizarea articulațiilor sau a brațelor fracturate. Răcită, devine foarte tare.
Din lemn de mesteacăn se produc scobitori de calitate.